# 52
| [ Edytuj tabelę ] |                       |
| Król Armenii      | - 51 Radamist 54      |
| Cesarz Chin       | - 25 Guangwudi 57     |
| Władca Korei      | - 48 Mobon 53         |
| Król Nabatei      | - 40 Malichus II 70   |
| Papież            | - 33 Piotr Apostoł 67 |
| Król Partów       | - 51 Wologazes I 78   |
| Cesarz Rzymu      | - 41 Klaudiusz 54     |

Rok 52 / LII
stulecia: I wiek p.n.e. ~
I wiek ~
II wiek

lata: 42 «
47 «
48 «
49 «
50 «
51 «
52
» 53
» 54
» 55
» 56
» 57
» 62

## Wydarzenia
- Ukończono Łuk Klaudiusza w Rzymie.
- Antoniusz Feliks prokuratorem Judei, zastąpił Wentydiusza Kumanusa.
- Według indyjskich chrześcijan w tymże roku Tomasz Apostoł przybył do Indii.

## Zmarli
- Guo Shengtong, chińska cesarzowa.
- Jotapa III Filadelf, królowa Kommageny (ur. ≈17).
- Ostoriusz Skapula, rzymski namiestnik Brytanii.